# إد سكوت (لاعب كرة قاعدة)
إد سكوت (بالإنجليزية: Ed Scott)‏ هو لاعب كرة قاعدة أمريكي، ولد في 17 أكتوبر 1917، وتوفي في 11 يناير 2010.